# Lee Joo-yeon
Lee Joo-yeon (hangul: 이주연; Seúl, 19 de marzo de 1987), conocida por su nombre monónimo Jooyeon, es una actriz y cantante surcoreana. Fue miembro del grupo After School. Debutó como actriz en la película My Tutor Friend 2 (2007), y desde entonces ha participado en múltiples películas y dramas.

## Carrera de actuación

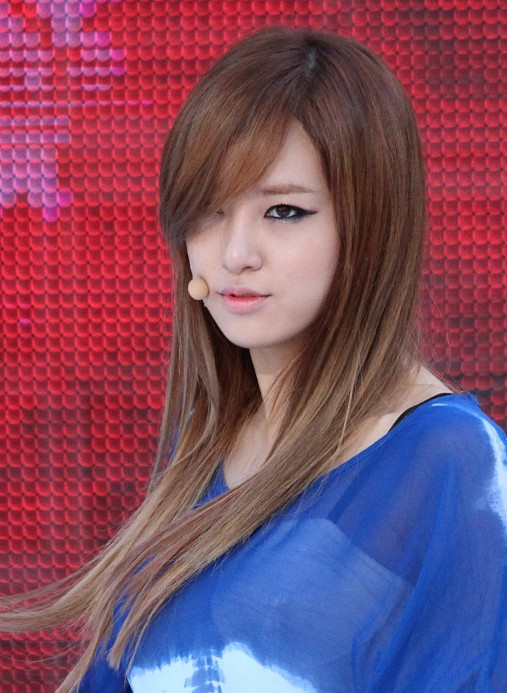
Lee Joo-yeon en el concierto de Super M, 28 de julio de 2012.

Debutó como actriz en 2007 en la película My Tutor Friend 2, y más tarde, en 2010, participó en el drama Smile Again y fue miembro del G7 en el show de variedades Invencible Juventud. A través de los años ha participado en dramas y películas como personaje de reparto. En enero de 2015 se unió a la agencia Better ENT para perseguir su carrera de actriz.
En 2017 participó en El Rey y el drama histórico Saimdang, Memoir of Colors .
En 2018, su contrato con Better ENT expiró, por lo que ella comenzó a buscar una nueva agencia. Consecuentemente firmando con Mystic Entertainment.
Ese mismo año, se unió al elenco de las series The Undateables and Devilish Charm.
En febrero de 2021 se anunció que se había unido al elenco principal de la película de horror Oh! My Ghost.

## Vida personal
El 22 de febrero de 2011 se graduó de la Universidad Dongduk  con una licenciatura en radiodifusión.
El 21 de noviembre de 2011 fue ingresada al hospital con nefritis aguda. El 29 de noviembre, fue dada de alta y reanudó sus actividades junto al grupo.
Fue famosa en internet antes de debutar por ser una Ulzzang, pues es bien conocida por su belleza natural.

## Filmografía

### Cine
| Año  | Título                       | Papel       | Ref.   |
| ---- | ---------------------------- | ----------- | ------ |
| 2007 | My Tutor Friend 2            | Azumi       |        |
| 2015 | Sorry, I Love You, Thank You | Jung Hye-mi | [ 12 ] |
| 2017 | The King                     | Cha Mi-lian | [ 13 ] |
| 2021 | Oh! My Ghost                 | -           |        |

### Series de televisión
| Año     | Título                          | Papel                | Red         | Ref.                 |
| ------- | ------------------------------- | -------------------- | ----------- | -------------------- |
| 2010-11 | Smile Again                     | Yoon Sae-young       | KBS         |                      |
| 2012    | Salamander Guru and The Shadows | Shi-ra               | SBS         |                      |
| 2012    | Reply 1997                      | Dr. Lee Joo-yeon     | tvN         |                      |
| 2012    | Jeon Woo-Chi                    | Eun-woo              | KBS         |                      |
| 2013    | Monstar                         | Ah-ri                | Mnet        |                      |
| 2013    | Reply 1994                      | Doctora Lee Joo-yeon | tvN         |                      |
| 2014    | A New Leaf                      | Lee Mi-ri            | MBC         |                      |
| 2014    | Hotel King                      | Chae-won             | MBC         |                      |
| 2016    | Immortal Goddess                | Soo-jung             | Naver       |                      |
| 2016    | The Facetale: Shinderiya        | Shin De-ri           | Oksusu      |                      |
| 2016    | Fantastic                       | Actriz               | JTBC        |                      |
| 2016    | Entourage                       | Lee Joo-yeon         | tvN         |                      |
| 2017    | Saimdang, Memoir of Colors      | Princesa Jeongsun    | SBS         |                      |
| 2017    | All Kinds of Daughters-In-Law   | Hwang Geum-Byul      | MBC         | [ 14 ]               |
| 2018    | The Undateables                 | Su-ji                | SBS         | [ 15 ]               |
| 2018    | Devilish Charm                  | Lee Ha-yim           | MBN, Dramax |                      |
| 2022    | Besos y presagios               | Oh Ji-young          | Disney+     | [ 16 ] [ 17 ] [ 18 ] |

### Espectáculos de variedades
| Año         | Título                                        | Red  | Papel          | Notas                |
| ----------- | --------------------------------------------- | ---- | -------------- | -------------------- |
| 2010        | Invincible Youth                              | KBS2 | elenco regular |                      |
| 2012        | Music&Lyrics 2                                | MBC  | elenco regular | junto a Lee Tae-sung |
| 2018        | Running Man                                   | SBS  | invitada       | Ep. #416             |
| 2018 - 2019 | Law of the Jungle in Northern Mariana Islands | SBS  | miembro        | Ep. #344 - 348       |